# Sandegga
Sandegga är en bergstopp i Antarktis. Den ligger i Östantarktis. Norge gör anspråk på området. Toppen på Sandegga är 2 132 meter över havet.
Terrängen runt Sandegga är varierad. Trakten är obefolkad. Det finns inga samhällen i närheten. 